# Девятовский, Максим Игоревич
 Макси́м И́горевич Девято́вский  (род. 22 апреля 1984 года,  Ленинск-Кузнецкий, Россия) — российский гимнаст. Абсолютный чемпион Европы 2002 среди юниоров, абсолютный чемпион Европы 2007, вице-чемпион мира в командных соревнованиях 2006, многократный чемпион России и обладатель Кубка России.

## Спортивная карьера
В 2004 году впервые в составе сборной России (Алексей Немов, Алексей Бондаренко, Антон Голоцуцков, Георгий Гребеньков и Александр Сафошкин) дебютировал на Олимпийских играх, где в командном первенстве сборная России стала 6-й. В финалах отдельных видов многоборья не участвовал.
На Чемпионате мира по спортивной гимнастике в Штутгарте абсолютный чемпион Европы-2007 Максим Девятовский после четвертого (из шести) снарядов занимал второе место – вслед за китайцем Ян Веем. Падение на пятом из них, брусьях, вычеркнуло его из числа претендентов на медали. Расстроенный Девятовский  не вышел на заключительный снаряд и остался на последнем месте среди всех участников. После чего решением тренерского совещания до конца года был отстранён от участия в сборах главной команды до конца года.

### Олимпийские игры 2008
На Олимпийских играх в Пекине между Девятовским и остальными членами сборной произошёл конфликт. Они посчитали, что лидер сборной в турнире командного первенства не выкладывался полностью, приберегая силы для многоборья, где у  Максима были шансы побороться за медаль. В четырёх видах программы из пяти, в которых выступал М. Девятовский, его результат оказался самым низким. В итоге российские гимнасты в командном первенстве с 274.300 балла заняли 6-е место, тогда как в квалификации были 3-ми.
В состязаниях многоборцев российские гимнасты вновь остались без медалей. Россию представляли С. Хорохордин и М. Девятовский. После командных выступлений спортсмены российской сборной пытались добиться отстранения Максима от многоборья и убедить руководителей команды поставить вместо него Юрия Рязанова. Девятовский пытался извиниться, но его извинения командой приняты не были. Тем не менее тренеры решили дать Максиму шанс. Жеребьевка сложилась для гимнаста не лучшим образом: начинать выступления ему выпало с колец, а заканчивать – на коне, причем с последним стартовым номером. То есть на снаряде, где он уже упал в Пекине дважды, в квалификации и командном турнире. В финале многоборья он упал на опорном прыжке. Шансы удержаться в «медальной» зоне оставались даже после этой неудачи, тем более, что общий проход Девятовского по остальным снарядам складывался гораздо более убедительно, нежели в командном финале. На коне его оценка оказалась выше на 1,625, на кольцах разница составила +0,175, на перекладине выросла на 0,775. В итоге Максим набрал равную сумму с Хорохординым, но тот обошёл его в силу более высокого квалификационного результата. Сергей Хорохордин занял пятое место, а абсолютный чемпион Европы-2007 Максим Девятовский – шестое.

### Сезон 2010
По итогам чемпионата России 2010 Максим вместе с Антоном Голоцуцковым, Александром Баландиным, Дмитрием Баркаловым и Давидом Белявским был включен в состав сборной России на чемпионат Европы 2010 в Бирмингеме, но из-за извержения вулкана в Исландии сборная не смогла вовремя вылететь и не приняла участия в турнире.

## Спортивные достижения
| Год  | Турнир                                       | Вид программы          | Место | Очки    | Место (квалиф.) | Очки (квалиф.) |
| ---- | -------------------------------------------- | ---------------------- | ----- | ------- | --------------- | -------------- |
| 2004 | Олимпийские игры. Афины.                     | Командные соревнования | 6     | 169.808 |                 |                |
| 2006 | Чемпионат мира. Орхус.                       | Командные соревнования | 2     |         |                 |                |
| 2007 | Чемпионат России                             | Командные соревнования | 1     |         |                 |                |
| 2007 | Чемпионат России                             | Многоборье             | 1     | 89.900  |                 |                |
| 2007 | Кубок России.                                | Вольные упражнения     | 2     | 15.200  |                 |                |
| 2007 | Кубок России                                 | Кольца                 | 2     | 14.950  |                 |                |
| 2007 | Кубок России                                 | Брусья                 | 1     | 15.350  |                 |                |
| 2007 | Чемпионат Европы. Амстердам.                 | Многоборье             | 1     | 90.250  | 5               |                |
| 2007 | Кубок России                                 | Многоборье             | 2     | 88.250  |                 |                |
| 2007 | Чемпионат России                             | Конь                   | 3     | 14,450  |                 |                |
| 2007 | Чемпионат мира. Штутгарт.                    | Командные соревнования | 7     | 269,200 | 2               | 362,175        |
| 2007 | Чемпионат мира. Штутгарт.                    | Многоборье             | 24    | 65.550  | 3               | 91,600         |
| 2008 | Чемпионат России                             | Многоборье             | 4     | 88.700  | 1               | 90.600         |
| 2008 | Кубок России                                 | Брусья                 | 3     | 15,300  |                 |                |
| 2008 | Чемпионат Европы. Лозанна.                   | Командное первенство   | 1     | 272.450 | 1               | 273.175        |
| 2008 | Кубок России                                 | Многоборье             | 1     | 90.950  | 1               | 273.175        |
| 2008 | Летние Олимпийские игры 2008                 | Командные соревнования | 6     | 274.300 | 3               |                |
| 2008 | Летние Олимпийские игры 2008                 | Многоборье             | 6     | 91.700  |                 | 90.350         |
| 2008 | «Трофей Чемпионов». Штутгарт                 | Многоборье             | 1     | 92.000  |                 |                |
| 2009 | Чемпионат мира по спортивной гимнастике 2009 | Многоборье             | 5     | 87,475  | 2               | 89.350         |
| 2010 | Tyson American Cup                           | Многоборье             | 1     | 90.600  |                 |                |
| 2010 | Кубок России                                 | Многоборье             | 3     | 87.550  | 5               | 87.600         |
| 2010 | Кубок России                                 | Брусья                 | 2     | 14.700  | 2               | 14.800         |
| 2010 | XLII чемпионат мира по спортивной гимнастике | Командное первенство   | 6     | 263,170 | 6               | 355,076        |
| 2010 | XLII чемпионат мира по спортивной гимнастике | Многоборье             |       |         | 15              | 87,731         |

## Интервью и статьи
- Ален Делон из Ленинска. Максим Девятовский спустя 17 лет привез в родной город золото чемпионата Европы "Советский спорт" 11.06.2007
- Максим Девятовский: "Даже в родном городе попадаю домой только в выходные" "Спорт-Экспресс" 29.07.2008
- Как поживает кузбасский спортсмен Максим Девятовский? "Комсомольская правда" 03.10.2008
- Максим Девятовский: «Главная задача — хорошо выступить за команду» gazeta.a42.ru  09.04.2010